# José Rubén Zamora Marroquín
José Rubén Zamora Marroquín (19 d'agost de 1956) és un periodista, enginyer industrial i empresari, membre fundador de tres periòdics guatemalencs: Siglo Veintiuno el 1990, El Periódico eln 1996, i Nuestro Diario el 1998.
Un periodista crític amb el sistema polític del seu país, el 29 de juliol de 2022 fou detingut acusat de blanqueig de capitals. Aquesta detenció va ser vista com a represàlia per la seva cobertura de la presumpta corrupció en el govern i ha estat àmpliament condemnada nacional i internacionalment, no obstant això els seus col·laboradors, també capturats, van acceptar els càrrecs imputats i van confessar els fets. El juny de 2023 fou condemnat a sis anys de presó.